# Ratchet & Clank (film)
Ratchet & Clank er en animeret amerikansk film fra 2016 instrueret af Kevin Munroe. Filmen er animeret af selskabet Rainmaker Entertainment i samarbejde med Gramercy Pictures og Focus Features.

## Medvirkende

### Danske stemmer[1]
- Martin Greis-Rosenthal som Brax
- Peter Zhelder som Clank
- Patricia Schumann	som Cora Veralux
- Caspar Phillipson	som Dr. Nefarious
- Mads Hjulmand som Drek
- Katrine Falkenberg som Elaris
- Kristian Boland som Grimroth
- Lars Thiesgaard som Qwark
- Jens Jacob Tychsen som Ratchet
- Mads M. Nielsen som Victor Von Ion
- Mathias Klenske som Zed

### Engelske stemmer
- Vincent Tong som Brax
- David Kaye som Clank
- Bella Thorne som Cora Veralux
- Armin Shimerman som Dr. Nefarious
- Paul Giamatti som Drek
- Rosario Dawson som Elaris
- John Goodman som Grimroth
- Jim Ward som Qwark
- James Arnold Taylor som Ratchet
- Sylvester Stallone som Victor Von Ion
- Andrew Cownden som Zed